# Ruth Hall

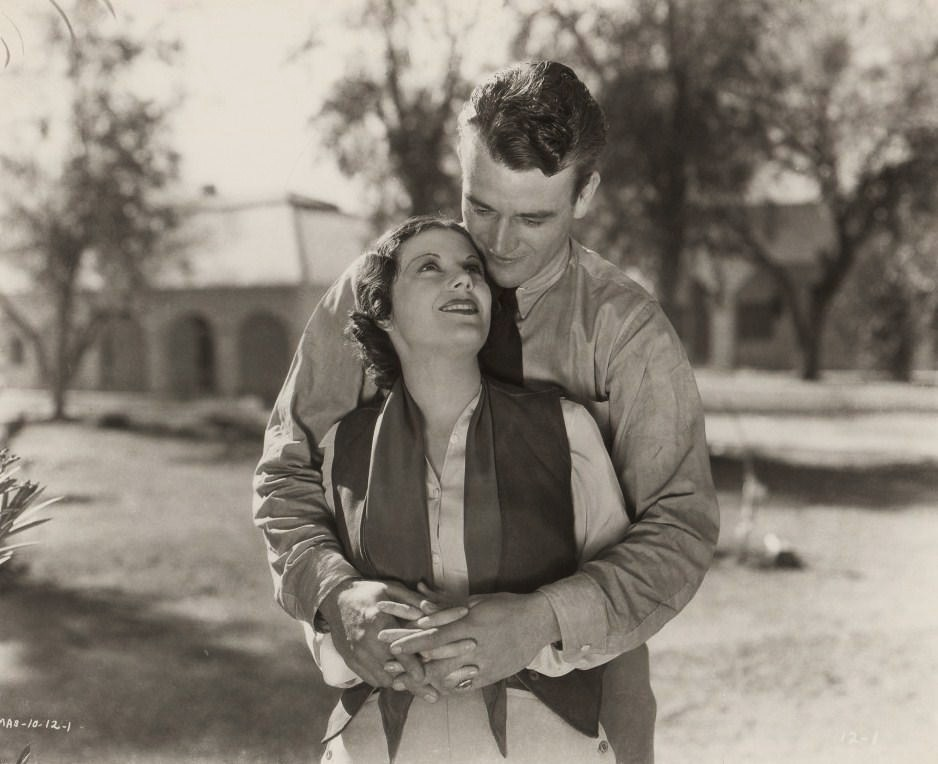
Ruth Hall tillsammans med John Wayne i filmen "The Three Musketeers" från 1933.

Ruth Hall, ursprungligen Ruth Gloria Blasco Ibáñez, född 29 december 1910 i Jacksonville i Florida, död 9 oktober 2003 i Glendale i Kalifornien, var en amerikansk skådespelare. Hon var gift med filmfotografen Lee Garmes från 1933 till hans död 1978.

## Filmografi (urval)
- 1931 – Fyra fräcka fripassagerare
- 1932 – Ryttaren från Texas
- 1932 – Tjurfäktare mot sin vilja
- 1932 – Dynamitranchen
- 1932 – Between Fighting Men
- 1932 – Fasornas hus
- 1933 – Murder on the Campus
- 1933 – The Three Musketeers
- 1933 – The Man from Monterey
- 1935 – The Old Grey Mayor